# Óriási mohaállat
Az óriási mohaállat (Pectinatella magnifica) a mohaállatok (Bryozoa) törzsébe, a szájfedősök (Phylactolaemata) osztályába tartozó faj.
A mohaállatok (Bryozoa-fajok) fosszilis leletanyagai 500 millió éves karbonátos kőzetekből kerülnek elő. A különböző földtörténeti korokból kisebb nagyobb gyakorisággal bukkannak fel. A Bryozoák jelenlegi fajszáma közel 5 ezer, zömmel tengeriek. A mintegy 80–90 édesvízi fajból 17 Európában, 8 Magyarországon is él. Ezek egyike a közelmúltban felfedezett óriási mohaállat.

## Származása, elterjedése

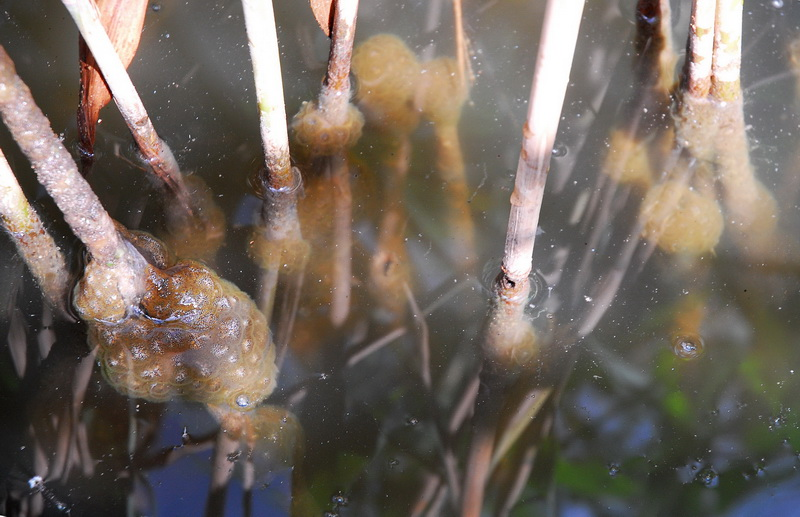
Nádszálakra tapadt mohaállatok

Az óriási mohaállatot legelőször Amerikában, a Mississippi környékéről írták le. Hamarosan meghódította Észak-Amerikát és Kanadát, ma már Ázsiában is megtalálható.
Európában az 1880-as évek végén azonosították, legelőször Németországban, majd megjelent Franciaországban, Hollandiában, Luxemburgban, legutóbb Csehországban, Lengyelországban és Romániában. Magyarországon 2011-ben írták le a Ráckevei Duna-ág alsó szakaszán. Azóta a nyári hónapokban rendszeresen megjelenik és egyre gyakoribb.
A Tisza-tóban 2020 körül tűnt fel, és gyors terjeszkedése várható.

## Életmódja, élőhelye
A Kis-Duna szinte állandó vízállású, iszapos medrű, lassú vízfolyás, biológiai sajátosságai alapján inkább tó, mint folyó. Fauna zömmel az állóvízi környezetet jól tűrő fajokból áll. Végig változó szélességű a nádszegély övezi, ennek környékén jellemzőek a különböző lebegő és gyökerező hínárok. A hínárnövényzet és a nádas-gyékényes között a gerinctelen élővilág nagyon változatos. Számos ritka kérészfaj, tegzes, és víziatka él itt, továbbá zooplanktonokat (kerekesférgek, ágascsápú rákok), üledéklakó gerincteleneket (gyűrűsférgek, kagylók), aljzathoz kötött élőlényeket, hínárlakókat (hidrákat, édesvízi szivacsokat, mohaállatokat, piócaféléket, vízicsigákat, rákokat) írtak le innen. Ebbe a környezetbe került új jövevényként az óriási mohaállat, jellemzően a part menti nádasokban...

## A telepek megjelenése, felépítése
Az állat első pillantásra inkább békapete-csomóra hasonlít. A 15–40 cm átmérőjű gömbölyded, sárgás, áttetsző, merev, kocsonyára emlékeztető képletek helyhez kötötten, a nádszálakon helyezkednek el 30–50 cm víz alatt. Dudoros felszínén a mikroszkopikus állatkák (zooidok) rozettákba tömörülnek. A rozetták alkotta telepek víztartalma közelítőleg 99 %. Egy-egy rozettát 12–18 egyed építi fel.

## Az egyedek felépítése, életmódja

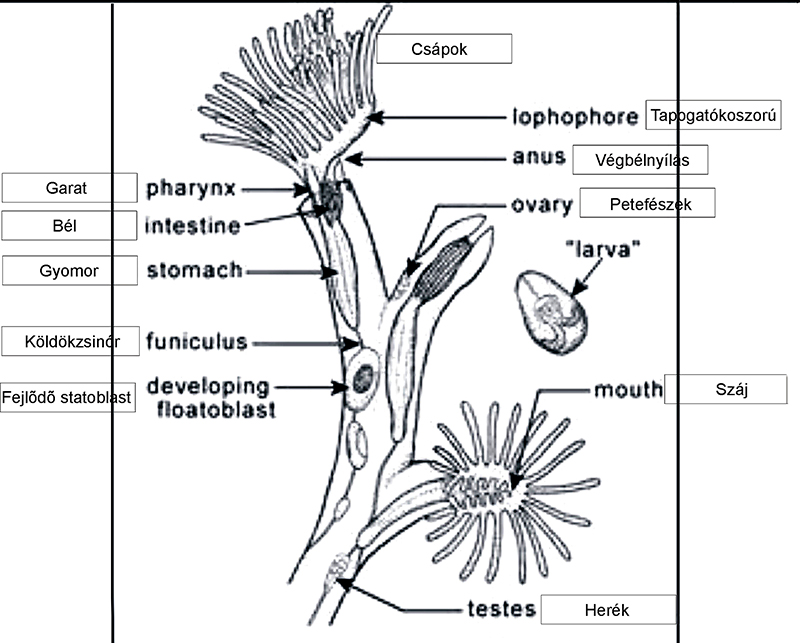
Óriási mohaállat egyed (zoid) felépítése

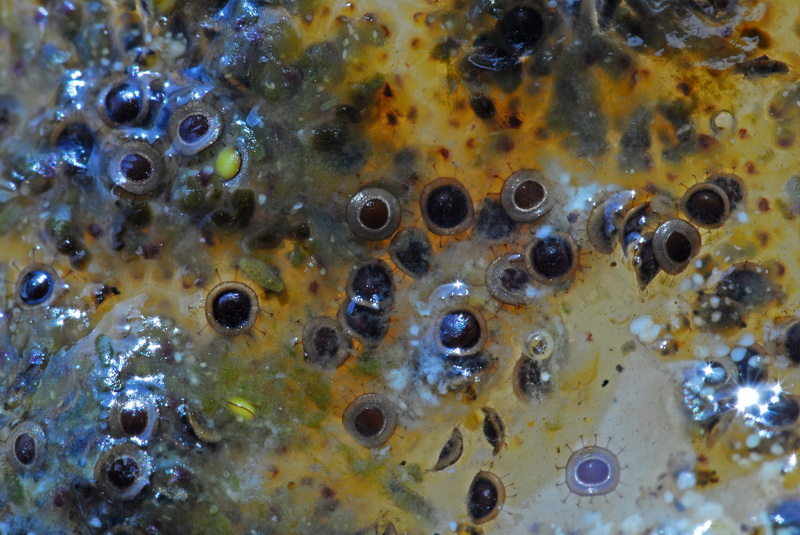
Statoblastok

Minden zooid teste cső alakú tokból (cystid) és polipocskából (polypid) áll. A polipocska a tok felső részén kinyúlik, alja pedig az indához (stolo) kapcsolódik. A polipocska elülső részét patkó alakú tapogatókoszorú (lophophóra) környezi. A csillókkal borított csápok, tapogatók zavarásra visszahúzódnak. A csillók által keltett vízáramlás sodorja a tapogatókoszorú belsejében elhelyezkedő szájüregbe az apró mikroszervezeteket és a szerves törmeléket, azaz a mohaállatok táplálékát. A tapogatókoszorún belül található a szájnyílás, rajta kívül a végbélnyílás, emiatt az emésztőrendszer U alakú. A polipocska testüregében vannak az izomrostok, a bélcsatorna, a köldökzsinór és sok folyadék. Belső szervei igen leegyszerűsödtek. Keringető-, légző- és kiválasztó szervei nincsenek. A sejtekhez a testüreget kitöltő folyadék szállítja a megemésztett tápanyagokat. Diffúz módon, a kültakarón át lélegzik. Idegrendszere a garat körüli ideggyűrűből és egy agydúcból áll.
Az indaszövevény (stolo) az egyedeket kapcsolja egymáshoz.

## Szaporodása
Minden egyed hímnős. Az ivarsejtek nem elkülönült ivarszervekben, hanem a testüreg falában keletkeznek. A köldökzsinóron (funiculus) képződnek a belső bimbók (statoblastok), az áttelelő képletek (hibernáculumok). A telepek ivartalanul, az egyedek bimbózásával gyarapodnak, a fiatal egyének gyorsan felnőtt méretűvé fejlődnek, így jön létre a telep.
Telepei igen érzékenyek a víz hőmérsékletére; az optimális hőmérséklet 16–20 °C. Ha a víz hőmérséklete 12–13 °C-ra csökken, a telepek szétesnek, és a tömegesen szétrajzó sztatoblasztok hibernált állapotban telelnek át. A kerek, lencseszerűen lapított sztatoblasztok átmérője 0,4 mm. Belsejüket szikben gazdag sejtek (mezoderma) töltik ki; ezeket kettős héjréteg (ektoderma, kutikula) borítja. Szegélyükön gyűrű fut körbe. 14–16 sugarasan szétálló, merev, horgas végű fonál ágazik ki belőlük. A körgyűrű, az „úsztatóöv” emeli és tartja a víz felszínén a szétesett telepből áttelelő képleteket, amelyek a horgokkal kapaszkodhatnak meg a megfelelő helyen. Belőlük a következő tavasszal új telep fejlődhet, amikor a víz már elég meleg.

## A faj terjedése

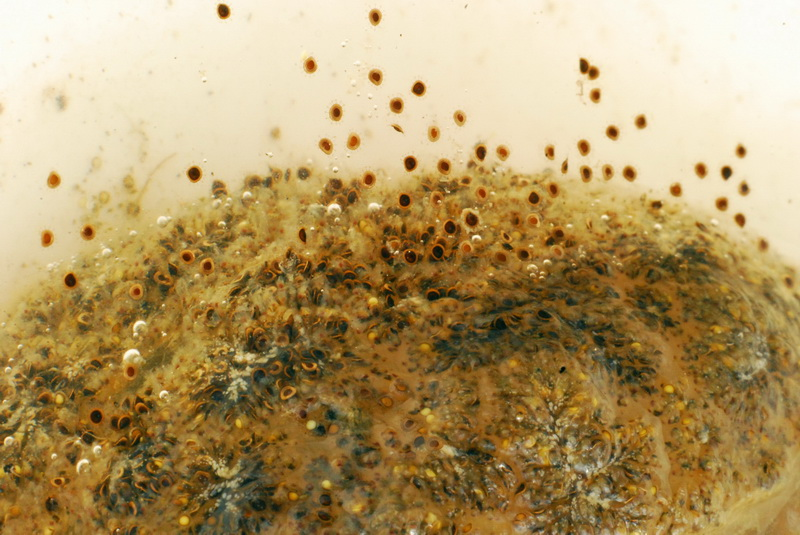
Széteső telep

Telepei egyre gyakoribbak a Ráckevei Duna-ág nádasaiban; kedvez nekik a 2020-as évek szokatlanul meleg időjárása. Jelentős terjesztőik a madarak. Természetes ellenségük jelenleg Magyarországon nem ismert. Mivel évről évre rengeteg túlélő képlete hoznak létre, irtásuk szinte lehetetlen.
Mindezek alapján joggal tételezhető fel, hogy a faj előrenyomulása fokozódik.

## A faj környezetre gyakorolt hatása
Az özönfajokat a vízi környezetben gyakran nagyon nehéz időben észlelni, emiatt gyorsan szétterjednek, rendkívül megnehezítve állományuk szabályozását. Ezek a fajok súlyos hatással lehetnek a sérülékeny vízi életközösségekre.
A szűrögetve táplálkozó óriási mohaállatok nem élnek meg szennyezett vizekben, viszont kedvelik a tápanyaggazdag (eutróf), lassan áramló, sekély, felmelegedő, napfényes vizeket. Szűrésükkel jelentősen hozzájárulhatnak a vizek öntisztulásához. A hasonlóan helytülő, szűrögető őshonos fajokkal versengve azok fogyatkozását idézhetik elő. A vízszállító rendszerekbe, csővezetékekbe telepedő mohaállatok azok keresztmetszetét szűkítve gazdasági károkat okozhatnak. Esztétikai és gazdasági károkat okozhatnak, ha bekerülnek a vízi turizmus szempontjából jelentős vízterekbe, amire igen nagy az esély.

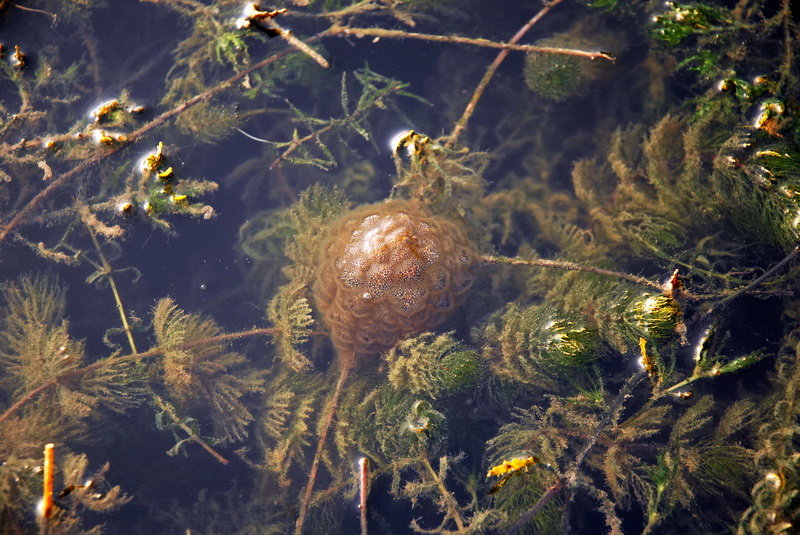
Mohaállat az élőhelyén
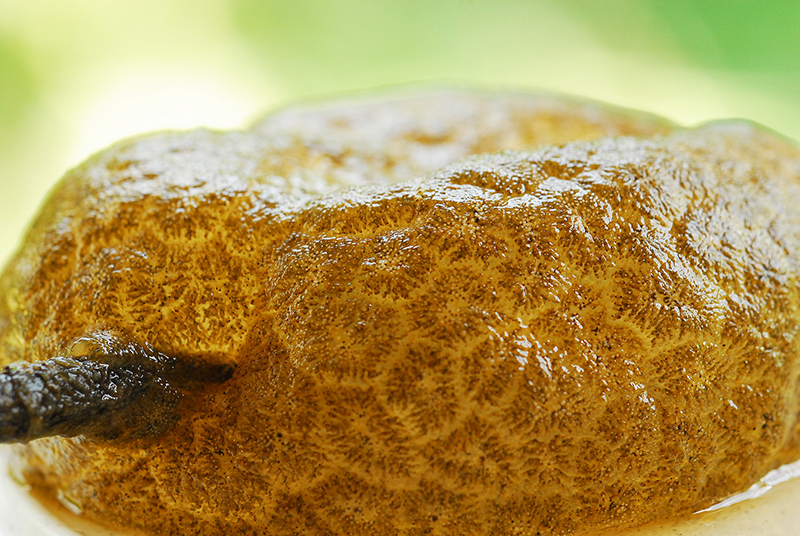
Mohaállat nádszálon
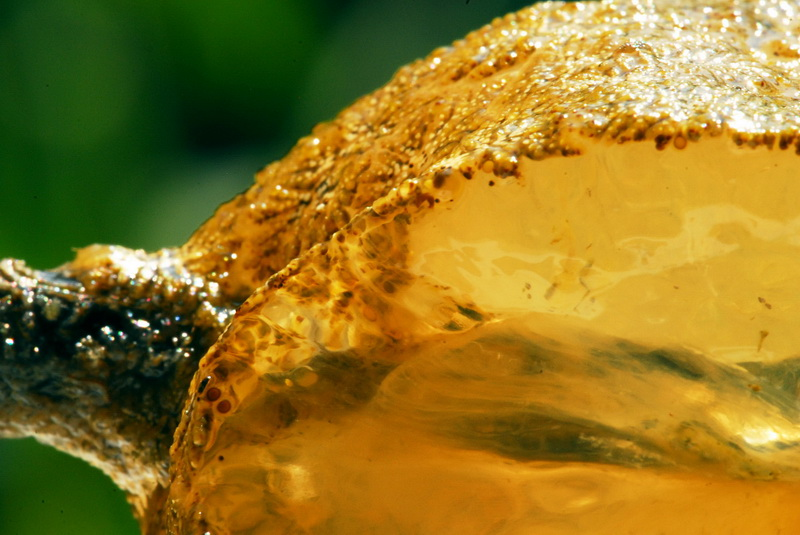
Kocsonyás képletek
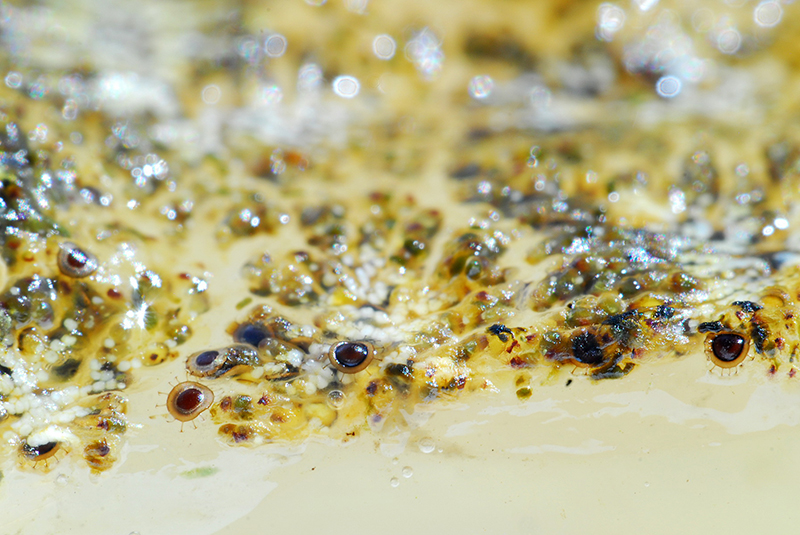
Kocsonyás telep a felszínnel
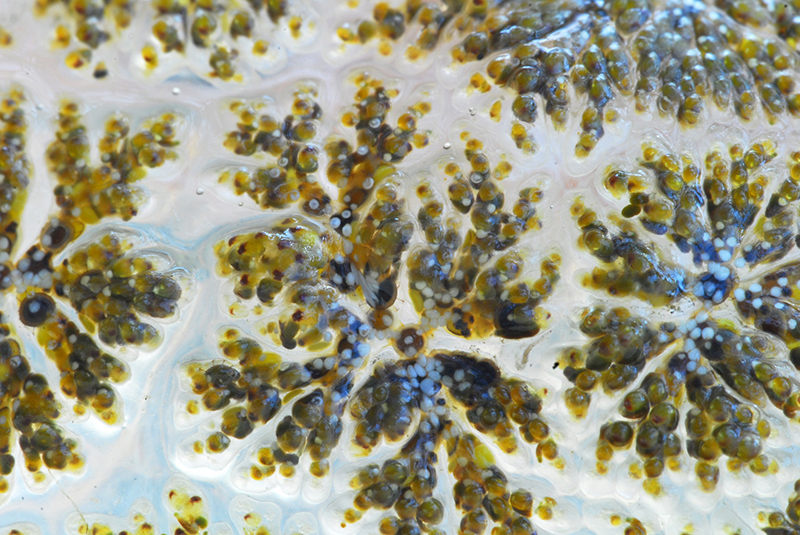
Rozetták
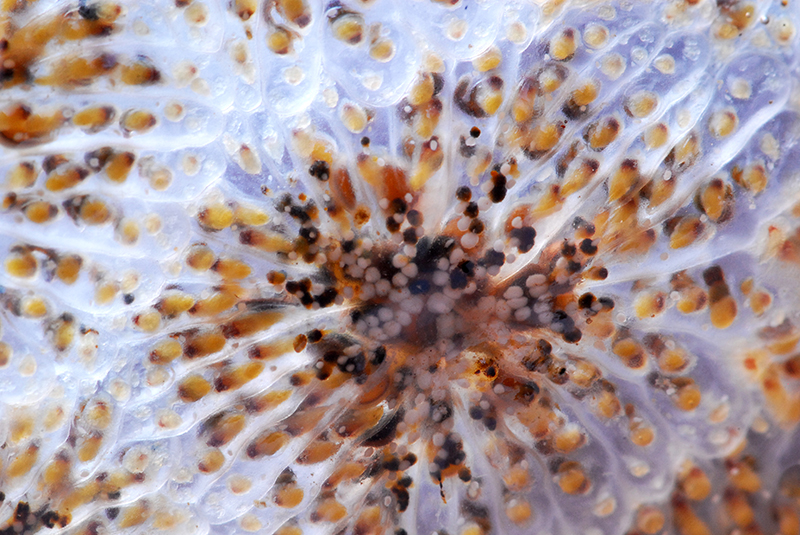
Indaszövevény
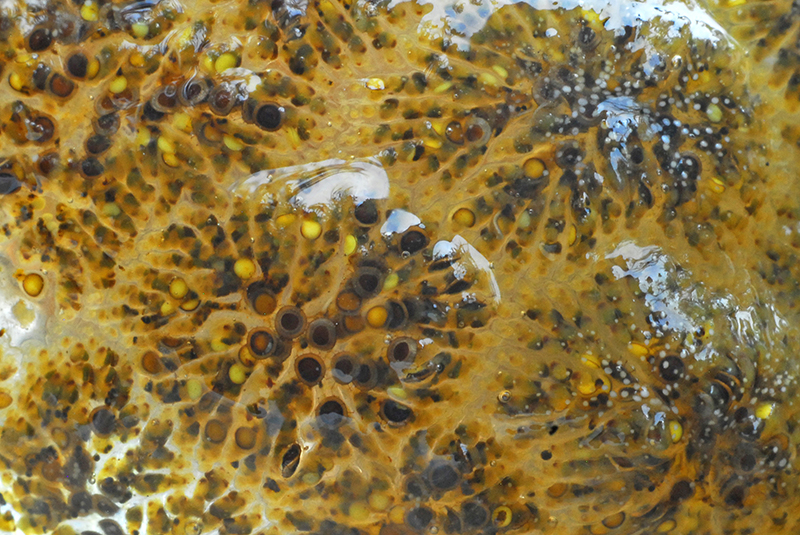
Statoblastok kialakulása
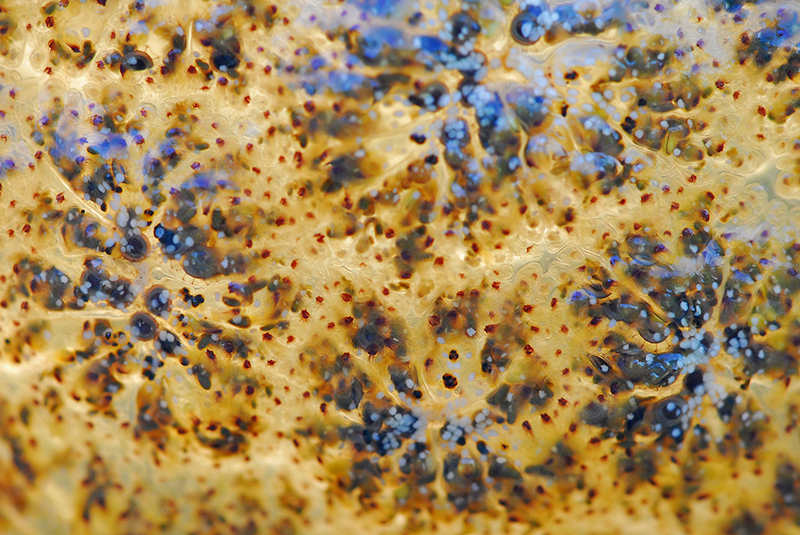
Látható tapogatókoszorúk
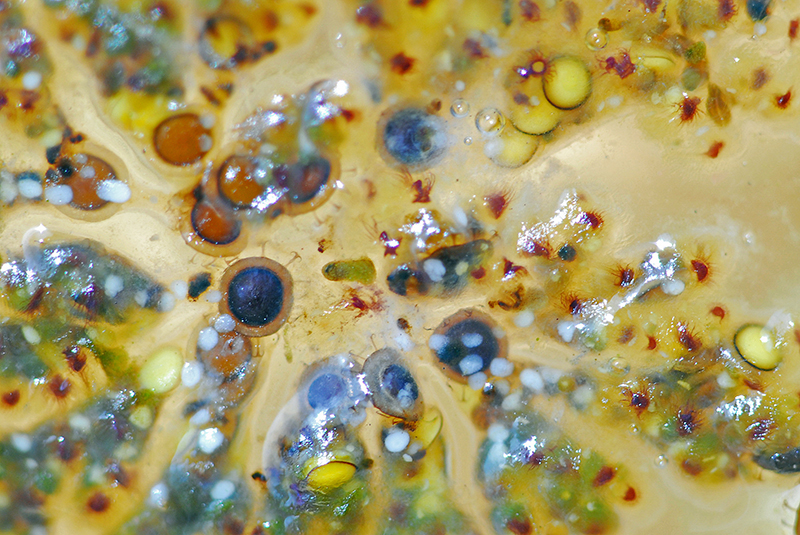
Telep felszíne
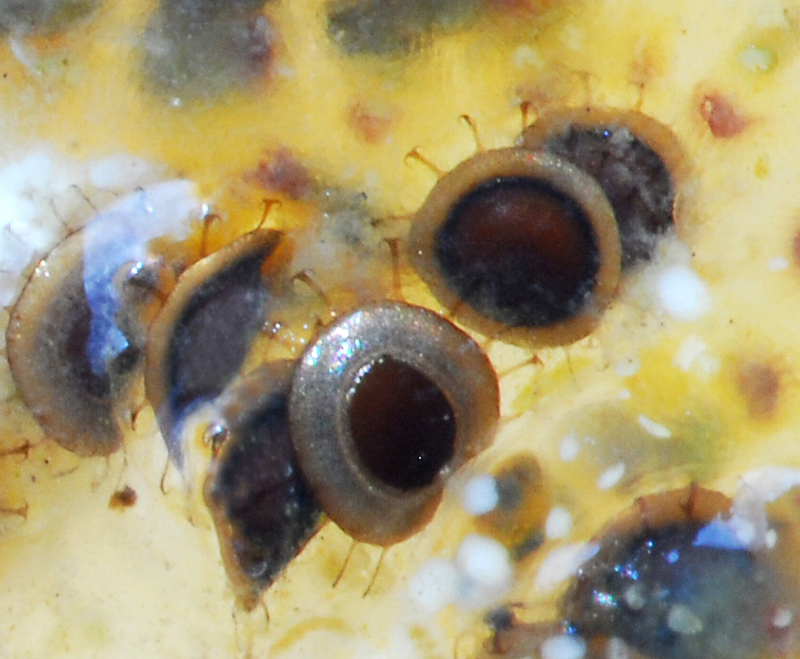
Statoblastok
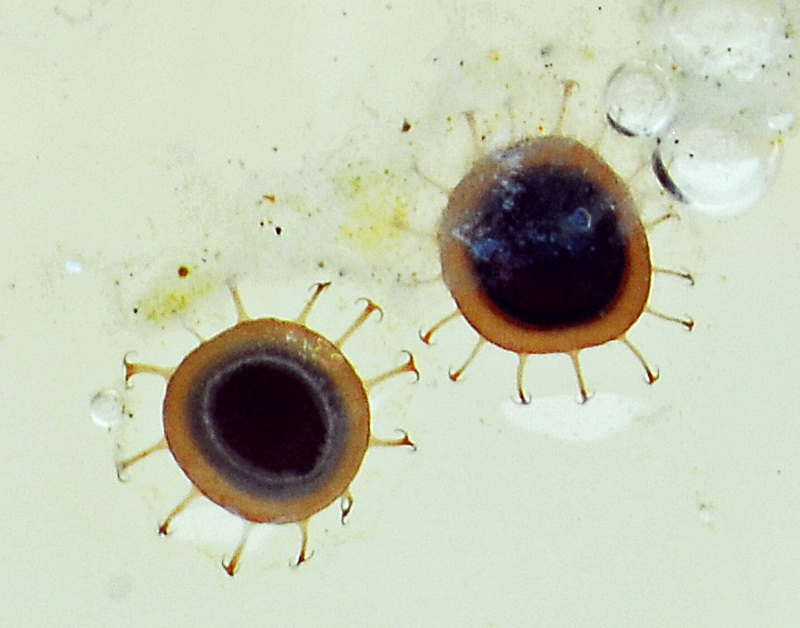
Statoblastok horgokkal
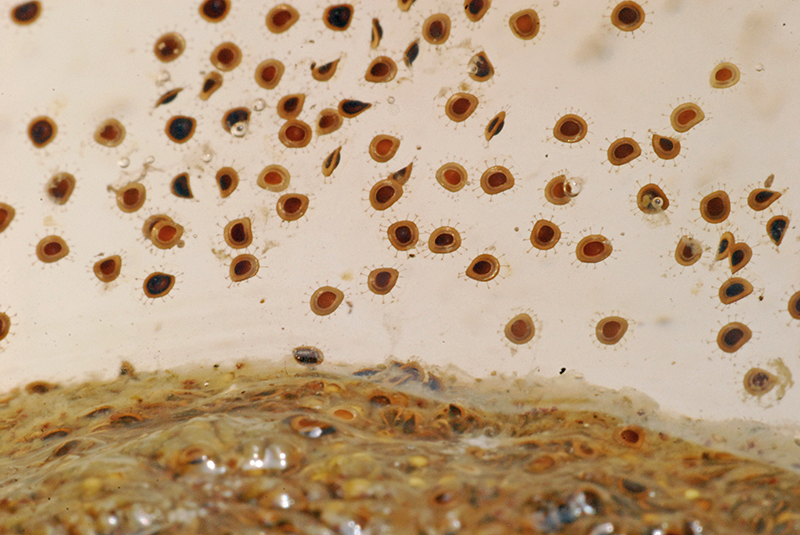
Széteső telep